# Procambarus alleni
Procambarus alleni är en sötvattenlevande kräfta som lever endemiskt i USA. Den förekommer i större delen av delstaten Florida, från Levy- och Marion County i norr, ned till flera av öarna i ögruppen Florida Keys i söder.